# Fred Koenig
Frederick Augustus Koenig, detto Fred (Missouri, 11 agosto 1871 – Bland, 25 gennaio 1950), è stato un lottatore statunitense.
Partecipò alle gare di lotta dei pesi leggeri ai Giochi olimpici di Saint Louis 1904, dove fu sconfitto agli ottavi da Otto Roehm.